# Бавзенюк Ірина Валентинівна
Іри́на Валенти́нівна Бавзенюк (Широ́ка) (нар. 23 жовтня 1988, смт. Коцюбинське, Київська область, Українська РСР, СРСР) — українська футзалістка, нападниця.

## Клубна кар'єра
Ірина починала кар'єру у клубі «Біличанка» зі свого рідного селища Коцюбинське. Спочатку грала за дитячі команди, а з часом почала виступати за основний склад. 2001 року дебютувала у дебютному сезоні жіночої Першої ліги у складі «Біличанки-2». У складі «Біличанки-НПУ» (так клуб став називатися згодом) нападниця 4 рази вигравала чемпіонат і ще 5 разів Кубок України.
У серпні 2011 року нападниця на правах вільного агента перейшла у стан російського клубу «Аврора», з яким підписала контракт на рік.. Після вдало проведеного сезону продовжила контракт ще на рік. 
Після другого сезону в «Аврорі» нападниця одружилася і залишила Росію.
З 2014 року виступає за київський «IMS-НУХТ», з яким по 3 рази виграла чемпіонат і Кубок України.

## Національна збірна
Ірина Бавзенюк дебютував у національній збірній України 4 вересня 2007 року у матчі проти збірної Узбекистану (7:1).
На чемпіонаті світу 2012 року Бавзенюк зіграла у всіх 4 матчах групового етапу, причому відзначилася хет-триком у матчі з Малайзією. М'яч, забитий нею у ворота збірної Японії у матчі за 5 місце, допоміг «жовто-блакитним» посісти 5 підсумкову сходинку.
Останнім великим турніром для нападниці у збірній стала участь у турнірі «День Перемоги» (Москва, Росія) 2013 року. Бавзенюк зіграла на турнірі у всіх 3 матчах і завоювала зі збірною України срібні нагороди.

## Нагороди і досягнення

### Командні
«Біличанка-НПУ»
- Вища ліга
  -  Чемпіон (4): 2007/08, 2008/09, 2009/10, 2010/11
  -  Срібний призер (2): 2004/05, 2006/07

- Кубок
  -  Володар (5): 2004, 2008, 2009, 2010, 2011

- Переможець міжнародного турніру Thelena Cup, Угорщина (2): 2008, 2009[14]
- Переможець міжнародного турніру Hétkúti kupa, Угорщина: 2010[15]
- Переможець міжнародного турніру Six Nation Cup, Угорщина: 2010[16]

 «Аврора»
- Вища ліга
  -  Срібний призер (2): 2011/12[17], 2012/13

- Кубок
  -  Фіналіст (1): 2011/12[18], 2012/13[19]

- Срібний призер міжнародного турніру Women Football AFOCH`s 15th open sports festival (Об'єднані Арабські Емірати): 2011[20]

 «IMS-НУХТ»
- Вища ліга
  -  Чемпіон (3): 2015/16, 2016/17, 2017/18
  -  Срібний призер (1): 2014/15

- Кубок
  -  Володар (3): 2015/16, 2016/17, 2017/18

- Суперкубок
  -  Володар: 2018[21]

#### Збірна України
- Переможець турніру «День Перемоги» (Москва, Росія): 2010
- Срібний призер турніру «День Перемоги» (Москва, Росія): 2013
- Бронзовий призер турніру «День Перемоги» (Москва, Росія): 2011
- Бронзовий призер турніру у м. Мор, Угорщина: 2011

### Особисті
- Найкращий бомбардир Кубка Росії (1): 2012/13 (5 м'ячів)[22]
- Найкращий гравець міжнародного турніру Thelena Cup (Угорщина): 2008[23]
- Найкращий гравець «Біличанки-НПУ»: 2010/11[24]
- Надія року «Біличанки-НПУ»: 2009[25]
- Найкращий гравець «IMS-НУХТ»: 2014/15[26]

## Статистика виступів

### Клубна
| Сезон               | Команда             | Чемпіонат           | Чемпіонат | Чемпіонат | Кубок | Кубок | Кубок | Загалом | Загалом |
| Сезон               | Команда             | Змаг.               | Матчі     | Голи      | Змаг. | Матчі | Голи  | Матчі   | Голи    |
| ------------------- | ------------------- | ------------------- | --------- | --------- | ----- | ----- | ----- | ------- | ------- |
| 2005-2006           | «Біличанка-НПУ»     | Вища ліга           | 16        | 15        | КУ    | ?     | ?     | ?       | ?       |
| 2006-2007           | «Біличанка-НПУ»     | Вища ліга           | ?         | ?         | КУ    | ?     | ?     | ?       | ?       |
| 2007-2008           | «Біличанка-НПУ»     | Вища ліга           | ?         | ?         | КУ    | ?     | ?     | ?       | ?       |
| 2008-2009           | «Біличанка-НПУ»     | Вища ліга           | ?         | ?         | КУ    | ?     | ?     | ?       | ?       |
| 2009-2010           | «Біличанка-НПУ»     | Вища ліга           | ?         | 11        | КУ    | ?     | ?     | ?       | ?       |
| 2010-2011           | «Біличанка-НПУ»     | Вища ліга           | 9         | 11        | КУ    | ?     | ?     | ?       | ?       |
| 2011-2012           | «Аврора»            | Вища ліга           | 24        | 16        | КР    | 5     | 5     | 29      | 21      |
| 2012-2013           | «Аврора»            | Вища ліга           | 26        | 15        | КР    | 5     | 5     | 31      | 20      |
| Загалом за «Аврору» | Загалом за «Аврору» | Загалом за «Аврору» | 50        | 31        |       | 10    | 10    | 60      | 41      |
| 2014-2015           | «IMS-НУХТ»          | Вища ліга           | ?         | 8         | КУ    | ?     | ?     | ?       | ?       |
| 2015-2016           | «IMS-НУХТ»          | Вища ліга           | ?         | 13        | КУ    | ?     | ?     | ?       | ?       |
| 2016-2017           | «IMS-НУХТ»          | Вища ліга           | ?         | 15        | КУ    | ?     | ?     | ?       | ?       |